# Wahl des Rats der Region Brüssel-Hauptstadt 1989
- PS: 18
- Ecolo: 8
- PRL: 15
- FDF-ERE: 12
- PSC: 9
- FN-NF: 2
- SP: 2
- Agalev: 1
- PVV: 2
- CVP: 4
- VU: 1
- VB: 1

Die Wahl des Rats der Region Brüssel-Hauptstadt 1989 fand am 18. Juni 1989 statt. Gewählt wurden die Mitglieder der Legislative der Region Brüssel-Hauptstadt, eine der drei Regionen Belgiens, für die Legislaturperiode 1989–1995.
Die Parteien waren aufgeteilt in französischsprachige und flämischsprachige Parteien. Es kandidierten 14 französischsprachige und 9 flämischsprachige Listen
| französischsprachige Listen | französischsprachige Listen                                                   |
| Kürzel                      | Liste                                                                         |
| --------------------------- | ----------------------------------------------------------------------------- |
| Ecolo                       | Ecolo                                                                         |
| FDF-ERE                     | Front démocratique des Bruxellois francophones - Europe-Régions-Environnement |
| FN-NF                       | Front national-Nationaal front                                                |
| LA                          | Liste anti-prohibitionniste                                                   |
| LIBRE                       | Liste indépendante bruxelloise pour le renouveau et l’entente                 |
| PFN                         | Parti des forces nouvelles                                                    |
| PFU                         | Parti féministe unifié                                                        |
| PLI                         | Projet de libéraux indépendants                                               |
| POS                         | Parti ouvrier socialiste                                                      |
| PRL                         | Parti Réformateur Libéral                                                     |
| PS                          | Parti socialiste                                                              |
| PSC                         | Parti Social Chrétien                                                         |
| PTB                         | Parti du Travail de Belgique                                                  |
| VERS-GA                     | Verts pour une gauche alternative                                             |
| flämischsprachige Listen    |                                                                               |
| Kürzel                      | Liste                                                                         |
| Agalev                      | Anders gaan leven                                                             |
| BRU                         | Belgische Renoverende Unie                                                    |
| CVP                         | Christelijke Volkspartij                                                      |
| PVDA                        | Partij van de Arbeid                                                          |
| PVV                         | Partij voor Vrijheid en Vooruitgang                                           |
| SAP                         | Socialistische Arbeiderspartij                                                |
| SP                          | Socialitische Partij                                                          |
| VBl                         | Vlaams Blok                                                                   |
| VU                          | Volksunie                                                                     |

## Ergebnisse
| Wahlberechtigte             | 582.947 |          |
| abgegebene Stimmen          | 477.689 | 81,94 %  |
| gültige Stimmen             | 438.192 | 91,73 %  |
| französischsprachige Listen |         |          |
| Liste                       | Stimmen | Anteil   |
| PS                          | 96.189  | 21,95 %  |
| PRL                         | 83.011  | 18,94 %  |
| FDF-ERE                     | 64.489  | 14,72 %  |
| PSC                         | 51.904  | 11,85 %  |
| Ecolo                       | 44.874  | 10,24 %  |
| FN-NF                       | 14.392  | 03,28 %  |
| sonstige                    | 16.333  | 0 3,73 % |
| Summe                       | 371.192 | 84,71 %  |
| französischsprachige Listen |         |          |
| Liste                       | Stimmen | Anteil   |
| CVP                         | 18.523  | 04,23 %  |
| PVV                         | 12.143  | 02,77 %  |
| SP                          | 11.710  | 02,67 %  |
| VU                          | 9.053   | 02,07 %  |
| VBl                         | 9.006   | 02,06 %  |
| Agalev                      | 4.821   | 01,10 %  |
| sonstige                    | 1.744   | 00,40 %  |
| Summe                       | 67.000  | 15,29 %  |

## Sitzverteilung
Die Verteilung der 75 Sitze auf die Sprachgruppen erfolgte proportional zur Anzahl der abgegebenen Stimmen für die Parteien der Sprachgruppen. Somit erhalten die französischsprachigen Listen 64 und die flämischsprachigen Listen 11 Sitze. Innerhalb der Sprachgruppen wurden die Sitze nach dem D’Hondt-Verfahren vergeben.
| französischsprachige Listen | französischsprachige Listen |
| Liste                       | Sitze                       |
| --------------------------- | --------------------------- |
| PS                          | 18                          |
| PRL                         | 15                          |
| FDF-ERE                     | 12                          |
| PSC                         | 09                          |
| Ecolo                       | 08                          |
| FN-NF                       | 02                          |
| Summe                       | 64                          |
| flämischsprachige Listen    |                             |
| Liste                       | Sitze                       |
| CVP                         | 04                          |
| PVV                         | 02                          |
| SP                          | 02                          |
| VU                          | 01                          |
| VBl                         | 01                          |
| Agalev                      | 01                          |
| Summe                       | 11                          |